# Sanlúcar de Barrameda durante la Segunda República Española

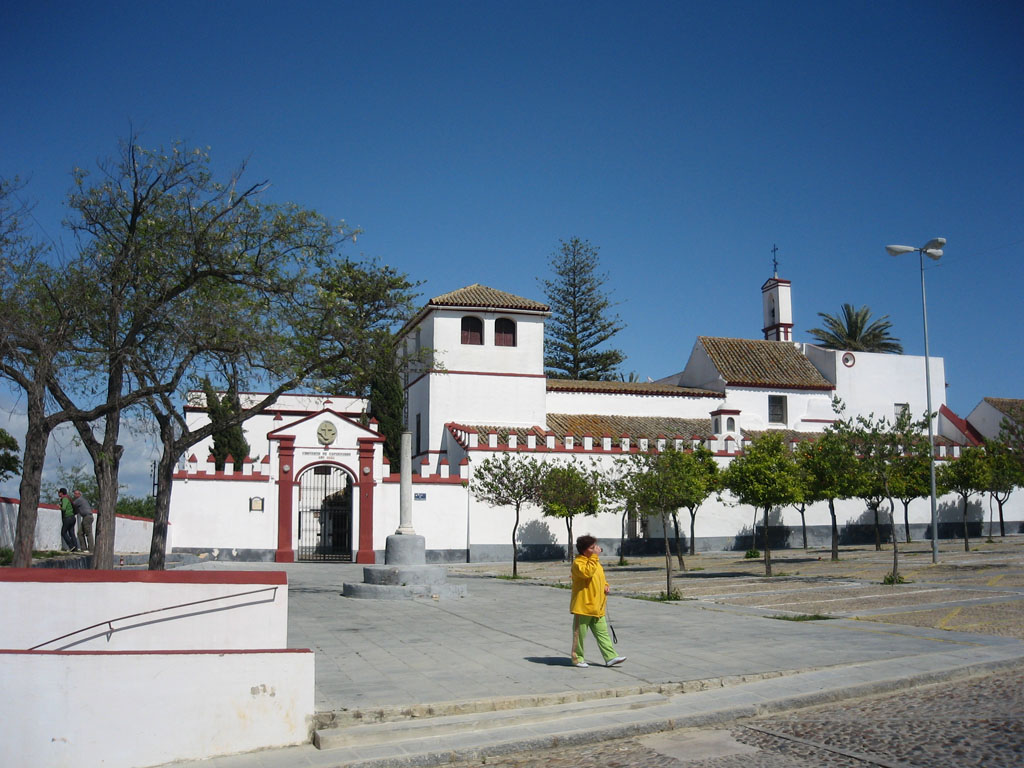
En 1931 se produjo un intento de quema del Convento de Capuchinos, como manifestación anticlerical.

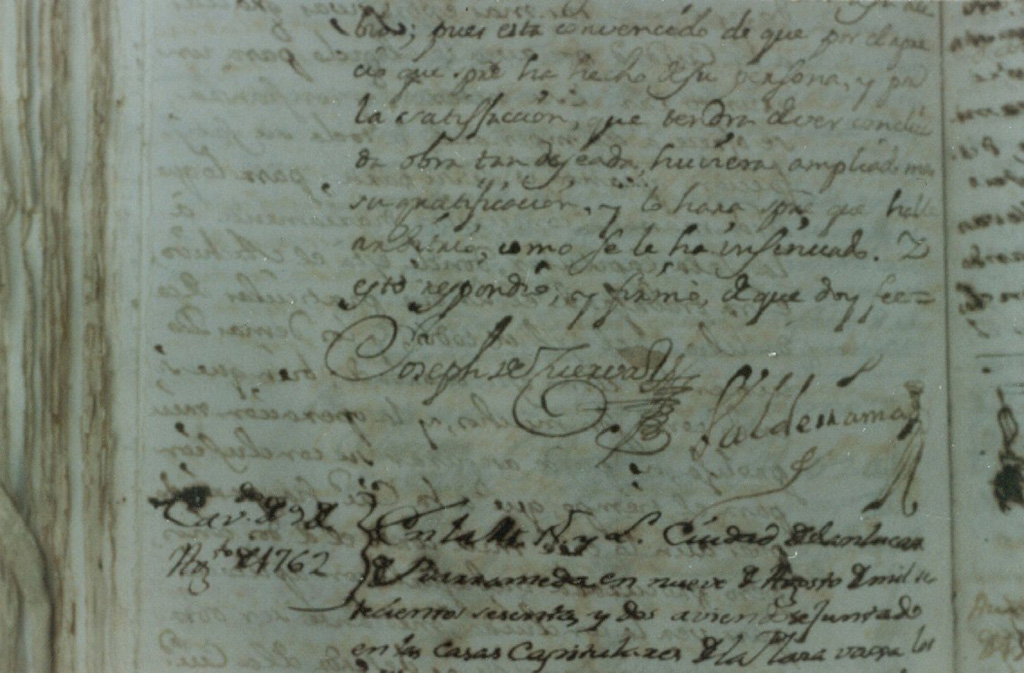
Las actas capitulares del cabildo de Sanlúcar no se quemaron en el incendio del Pósito porque estaban en otro edificio.

Cuando se proclamó la II República Española en Sanlúcar de Barrameda en 1931, la ciudad sufría graves problemas del analfabetismo (50,8% de la población), el latifundismo (nueve propietarios detentaban la titularidad del 62,10% de las tierras del término municipal) y una alta tasa de paro. En las  elecciones de ese año ganaron los republicanos y los socialistas, que fueron apoyados por el movimiento obrero de tendencia anarquista de larga tradición en el campo de Jerez y que tuvo su momento álgido en la Cantonal de 1873. Durante el primer trienio de la República el movimiento obrero fue el causante de diversos actos destructivos de protesta antisistema. 
En 1931 se produjo un intento de quema del Convento de Capuchinos, como manifestación anticlerical. En 1933, la noche del día 11 de enero, el Archivo Municipal y de  Protocolos Notariales, sito en el Pósito municipal, sufrió un incendio provocado. Este hecho, ocurrió durante la Huelga General que la CNT había convocado en toda España. Más allá del acto simbólico de la destrucción de los documentos que daban fe de la propiedad de la tierra, la quema de protocolos notariales y demás documentación municipal, provocó una pérdida irreparable para el patrimonio documental de la ciudad. Por fortuna, las actas capitulares se salvaron, pues se guardaban en otro edificio. En las elecciones generales de la República de 1933 se produjo la derrota de los socialistas y la victoria de Lerroux (republicano), que dio paso al llamado «bienio reformista». El recién nombrado gobernador civil de Cádiz emprendió una serie de inspecciones a los ayuntamientos, cuyo objetivo encubierto era la destitución de las corporaciones municipales socialistas y el nombramiento de alcaldes lerrouxistas.[cita requerida]
En 1936, previo a la insurrección de Francisco Franco, se celebraron elecciones en Sanlúcar de Barrameda. Sin embargo, el resultado de estos comicios no fueron los mismos que a nivel nacional, lo que puede atribuirse a la alta abstención, concentrada sobre todo en la clase obrera, decepcionada por las escasas reformas emprendidas por la república y muy influida por el anarquismo. Desde 1935 había una tendencia en los partidos políticos españoles y organizaciones obreras, a unirse para hacer frente a las clases capitalistas y conservadoras,En Sanlúcar de Barrameda, se formó así un frente de izquierdas, "revolucionarios", pero, por otra parte, se formó un frente "antirrevolucionario" o de derechas ("conservadores").
El frente popular o de izquierdas, agrupaba a la Unión Republicana e Izquierda Republicana (intelectuales, pequeños propietarios de tendencia socialista y clases medias de tendencia socialista, marxista o republicana), representada, entre otros, por Antonio Maestre Rodríguez y José Ambrosy Márquez; y la Agrupación Socialista, encabezada por Bienvenido Chamorro Merino. Por otra parte, el frente "antirrevolucionario" o de derechas y conservadores, en la Agrupación Local Independiente, se encontraban Pedro Romero Ambrosy, José Medina Collado y Manuel Barba Brun.
Así, pese a que a nivel central se encontraba instaurada una república desde el 14 de abril de 1931, en Sanlúcar de Barrameda las elecciones dieron los siguientes resultados:
Electores: 13.460.  Votantes: 6.303 (46,8%). 
Frente Antirrevolucionario: 4.412 (70%). 
Frente Popular de Izquierdas: 1.891 (30%).
Pese a ello, y estando al mando elegido democráticamente por el pueblo de Sanlúcar de Barrameda una alcaldía de derechas, según las fuentes, "tras el triunfo del Frente Popular en las elecciones legislativas del 16 de febrero de 1936. una de las primeras medidas llevadas a cabo fue la reposición en sus puestos de los concejales republicanos socialistas".
El Excelentísimo Señor Gobernador Civil de la Provincia eligió como alcalde de Sanlúcar de Barrameda a Bienvenido Chamorro (Agrupación Socialista) el 20 de febrero de 1936.